# سرطان مقاوم
سرطان مقاوم (بالإنجليزية: Resistant cancer)‏ أو سرطان حرون (بالإنجليزية: Refractory cancer)‏ هو سرطان لا يستجيب للعلاج، وقد يكون مُقاومًا للعلاجِ منذُ البداية أو يُصبح مُقاومًا خلال العلاج.